# 아이돌 피싱캠프
《아이돌 피싱캠프》는 2020년 6월 18일부터 2020년 7월 2일까지 방송된 낚시 전문 예능 프로그램이다.

## 기획 의도
한국을 시작으로 세계 낚시 대회에 출전하기 위한 아이돌들의 기상천외한 훈련 과정과 낚시 성장기를 소재로 한 예능 프로그램이다.

## 방송 일정
| 방송 채널 | 방송 기간                        | 방송 시간                    | 비고 |
| --------- | -------------------------------- | ---------------------------- | ---- |
| JTBC      | 2020년 6월 18일 ~ 2020년 7월 2일 | 매주 목요일 저녁 6:25 ~ 8:00 |      |

## 같이 보기
관련 항목
- 낚시

방송 프로그램
- 나만 믿고 따라와, 도시어부 (채널A)